# Zemianske Sady
Zemianske Sady és un poble i municipi d'Eslovàquia que es troba a la regió de Trnava, a l'oest del país.

## Història
La primera menció escrita de la vila es remunta al 1156.

## Demografia
| Godina             | 1994 | 2004   | 2014   | 2024   |
| ------------------ | ---- | ------ | ------ | ------ |
| Nombre de persones | 852  | 880    | 859    | 852    |
| Diferència         |      | +3,28% | −2,38% | −0,81% |

| Godina             | 2023 | 2024   |
| ------------------ | ---- | ------ |
| Nombre de persones | 849  | 852    |
| Diferència         |      | +0,35% |